# Vriesea schunkii
Vriesea schunkii är en gräsväxtart som beskrevs av Elton Martinez Carvalho Leme. Vriesea schunkii ingår i släktet Vriesea och familjen Bromeliaceae. Inga underarter finns listade i Catalogue of Life.